# Cyrillopsis
Cyrillopsis é um género botânico pertencente à família Ixonanthaceae.

## Espécies
- Cyrillopsis micrantha
- Cyrillopsis paraensis